# Championnat de Suisse de football 1932-1933
Navigation
Édition précédente Édition suivante
La 36e édition du championnat de Suisse de football est remportée par le Servette FC.
Le Grasshopper-Club Zurich termine deuxième. Le BSC Young Boys complète le podium. 
Le championnat est divisé en deux groupes de huit. Les derniers de chaque groupe sont relégués en deuxième division tandis que les premiers de chaque groupe, le meilleur deuxième (départagé lors d'un match de barrage) et le champion de deuxième division sont reversés dans une poule finale décidant du champion.
Le FC Aarau et l'Étoile Carouge FC descendent en deuxième division. Ils sont remplacés pour la saison 1933-1934 par le FC Berne et le FC Locarno.

## Les clubs de l'édition 1932-1933
| Club                    | Ville             |
| ----------------------- | ----------------- |
| BSC Young Boys          | Berne             |
| Grasshopper-Club Zurich | Zurich            |
| Étoile Carouge FC       | Carouge           |
| FC Aarau                | Aarau             |
| FC Bâle                 | Bâle              |
| FC Biel-Bienne          | Bienne            |
| FC Blue Stars Zurich    | Zurich            |
| FC Concordia Bâle       | Bâle              |
| FC La Chaux-de-Fonds    | La Chaux-de-Fonds |
| FC Lugano               | Lugano            |
| FC Nordstern Bâle       | Bâle              |
| FC Zurich               | Zurich            |
| Lausanne-Sports         | Lausanne          |
| Servette FC             | Genève            |
| Urania Genève Sport     | Genève            |
| Young Fellows Zurich    | Zurich            |

## Compétition

### Classements
Le classement est établi sur le barème de points classique (victoire à 2 points, match nul à 1, défaite à 0).

#### Groupe 1
| Rang | Équipe                  | Pts | J  | G  | N | P  | Bp  | Bc | Diff |
| ---- | ----------------------- | --- | -- | -- | - | -- | --- | -- | ---- |
| 1    | Grasshopper-Club Zurich | 23  | 14 | 10 | 1 | 1  | 56  | 26 | +30  |
| 2    | FC Bâle                 | 18  | 14 | 7  | 4 | 3  | 100 | 39 | +61  |
| 3    | FC Lugano               | 16  | 14 | 6  | 4 | 4  | 69  | 47 | +22  |
| 4    | FC La Chaux-de-Fonds    | 15  | 14 | 7  | 1 | 6  | 81  | 63 | +18  |
| 5    | Urania Genève Sport     | 12  | 14 | 5  | 2 | 7  | 89  | 64 | +25  |
| 6    | Young Fellows Zurich    | 12  | 14 | 5  | 2 | 7  | 89  | 67 | +22  |
| 7    | FC Biel-Bienne          | 12  | 14 | 6  | 0 | 8  | 78  | 68 | +10  |
| 8    | Étoile Carouge FC       | 4   | 14 | 1  | 2 | 11 | 27  | 96 | -69  |

|  | Qualification pour la poule finale                   |
|  | Qualification pour les barrages pour la poule finale |
|  | Relégation                                           |

#### Groupe 2
| Rang | Équipe            | Pts | J  | G  | N | P  | Bp | Bc | Diff |
| ---- | ----------------- | --- | -- | -- | - | -- | -- | -- | ---- |
| 1    | Servette FC       | 23  | 14 | 10 | 3 | 1  | 46 | 15 | +31  |
| -    | BSC Young Boys    | 23  | 14 | 10 | 3 | 1  | 40 | 17 | +23  |
| 3    | Lausanne-Sport    | 20  | 14 | 8  | 4 | 2  | 33 | 17 | +16  |
| 4    | FC Concordia Bâle | 15  | 14 | 6  | 3 | 2  | 30 | 22 | +8   |
| 5    | FC Zurich         | 13  | 14 | 4  | 5 | 5  | 30 | 26 | +4   |
| 6    | Blue Stars Zurich | 8   | 14 | 3  | 2 | 9  | 20 | 33 | -13  |
| 7    | FC Nordstern Bâle | 8   | 14 | 3  | 2 | 9  | 27 | 49 | -22  |
| 8    | FC Aarau          | 2   | 14 | 0  | 2 | 12 | 12 | 59 | -47  |

|  | Barrages pour la première place |
|  | Relégation                      |

Le Servette FC et le BSC Young Boys terminant ex aequo, un match de barrage eut lieu pour décider de qui accéderait directement à la phase finale.
| Équipe 1       | Résultat | Équipe 2    | Lieu     |
| -------------- | -------- | ----------- | -------- |
| BSC Young Boys | 1 - 0    | Servette FC | Lausanne |

#### Poule finale
Quatre équipes sont qualifiées pour la poule finale : 
- le Grasshopper-Club Zurich, premier du groupe 1;
- le BSC Young Boys, premier du groupe 2;
- le FC Berne, champion de deuxième division;
- le vainqueur du match de barrage entre le FC Bâle et le Servette FC.

Le match de barrage voit le Servette FC l'emporter sur le FC Bâle.
| Équipe 1 | Résultat | Équipe 2    | Lieu |
| -------- | -------- | ----------- | ---- |
| FC Bâle  | 3 - 4    | Servette FC | Bâle |

Classement de la poule finale
| Rang | Équipe                  | Pts | J | G | N | P | Bp | Bc | Diff |
| ---- | ----------------------- | --- | - | - | - | - | -- | -- | ---- |
| 1    | Servette FC             | 5   | 3 | 2 | 1 | 0 | 9  | 1  | +8   |
| 2    | Grasshopper-Club Zurich | 5   | 3 | 2 | 1 | 0 | 8  | 5  | +3   |
| 3    | BSC Young Boys          | 2   | 3 | 1 | 0 | 2 | 5  | 5  | 0    |
| 4    | FC Berne                | 0   | 3 | 0 | 0 | 3 | 2  | 13 | -11  |

|  | Qualification pour la finale |

Finale le 2 juillet 1933
| Équipe 1    | Résultat | Équipe 2                | Lieu  |
| ----------- | -------- | ----------------------- | ----- |
| Servette FC | 3 - 2    | Grasshopper-Club Zurich | Berne |

## Bilan de la saison
| Tableau d'Honneur                 |             |
| Compétition                       | Vainqueur   |
| Championnat de Suisse de football | Servette FC |
| Coupe de Suisse de football       | FC Bâle     |

| Promotions et relégations |                            |
| Promus                    | FC Berne FC Locarno        |
| Relégués                  | FC Aarau Étoile Carouge FC |